# دهستان اوز
دهستان اوز یکی از دهستان‌های بخش مرکزی شهرستان اِوَز در استان فارس می‌باشد که با مصوبه دولت در تاریخ ۹۸/۷/۱۵ تشکیل شد.

## تقسیمات کشوری
- بخش مرکزی شهرستان اوز
  - دهستان اوز
- مرکز دهستان : روستای کهنه

## شغل مردم
شغل مردم دهستان اوز کشاورزی، تجارت و دامداری است. در سابق مکاری گری و گلیم بافی و ملکی دوزی نیز در پیشور رایج بوده‌است..
منبع درآمد اکثر مردم، بیشتر از کشورهای حاشیه خلیج فارس می‌باشد. تأمین مواد غذایی از قبیل گوشت و لبنیات و میوه از شهرهای هم جوار بدست می‌آید.
خرما یکی از میوه‌هایی است که در خود اوز تولید می‌شود.
کشت جو و گندم نیز در اوز نیز رواج دارد وسالیانه مقداری مناسبی از محاصیل غله بدست می‌آید. تعداد کمی از مردم روستا کشاورز هستند. آب چاهایش نیمه شیرین، وعمدهٔ محصولاتش غلات و خرما است.